# Giulia Cavaliere
Giulia Cavaliere (Pavia, 1985) è una conduttrice radiofonica, critica musicale e giornalista italiana.
Collabora stabilmente con Rolling Stone, Domani ed Esquire ed è board member della fondazione Italia Music Lab; ha scritto per Il Corriere della Sera, Linus e Il Sole 24 Ore. Collabora da anni con Radio Raheem e ha lavorato per Radio Popolare e RSI. Nel 2022 è stata eletta da Artribune giornalista culturale dell'anno.

## Opere
- Romantic Italia (Di cosa parliamo quando cantiamo d'amore), minimum fax 2018 ISBN 978-88-7521-981-9